# Dudek wielki
Dudek wielki (Upupa antaios) – gatunek wymarłego ptaka z rodziny dudków (Upupidae), znanego jedynie z niekompletnego szkieletu. Był gatunkiem endemicznym Wyspy Świętej Heleny (terytorium zamorskie Wielkiej Brytanii).
Niekompletny szkielet znaleziony w 1975 r. przez amerykańskiego paleontologa Storrsa L. Olsona posłużył do opisania gatunku.
Wymarł przypuszczalnie krótko po odkryciu wyspy w 1502 r. Przyczyną mogły być polowania oraz wprowadzone (lub przywleczone) przez człowieka gatunki obce, takie jak szczur śniady (Rattus rattus) czy kot domowy.
Podobnie jak wszystkie dudkowate, również ten gatunek był owadożerny, a głównym składnikiem jego diety mógł być gatunek dużego skorka z Wyspy Świętej Heleny – Labidura herculeana (dorastał on do 84 mm) – uważany za wymarłego od 1967 r.